# آلسیو میشلی
آلسیو میشلی (انگلیسی: Alessio Miceli؛ زادهٔ ۳۰ اوت ۱۹۹۹) بازیکن فوتبال است.
از باشگاه‌هایی که در آن بازی کرده‌است می‌توان به باشگاه ورزشی لاتزیو اشاره کرد.